# Wilhelm von Hofsten
Wilhelm Albert von Hofsten, född 11 juni 1853 i Klara församling, Stockholm, död 16 juni 1918 i Svea livgardes församling, Stockholm, var en svensk militär och kabinettskammarherre.
von Hofsten blev underlöjtnant vid Svea livgarde den 5 november 1875, löjtnant den 4 februari 1881 och kapten 8 juni 1894. von Hofsten tog avsked ur regementet och övergick i reserven den 26 juni 1903 och tog även avsked ur reserven den 19 december 1903. 1904 blev han kammarherre vid kungliga hovstaterna och 1908 kabinettskammarherre.
Wilhelm von Hofsten är begravd på Norra begravningsplatsen utanför Stockholm.

## Utmärkelser

### Svenska utmärkelser
- Kommendör av andra klassen av Nordstjärneorden, 6 juni 1916.[4]
- Riddare av Nordstjärneorden, 1909.[5]
- Riddare av första klassen av Svärdsorden, 1898.[6]

### Utländska utmärkelser
- Storofficer av Italienska kronorden, senast 1915.[7]
- Kommendör av andra klassen av Anhaltska Albrekt Björnens husorden, senast 1915.[7]
- Kommendör av andra klassen av Badiska Zähringer Löwenorden, senast 1915.[7]
- Riddare av Preussiska Johanniterorden, senast 1915.[7]